# متیو هلم
متیو هلم (انگلیسی: Mathew Helm; ۹ دسامبر ۱۹۸۰ – ) شیرجه‌رو اهل استرالیا بود.
وی در مسابقات کشوری و بین‌المللی در مجموع برندهٔ ۳ مدال طلا، ۲ مدال نقره، ۲ مدال برنز شده‌است.